# Uralcewskoje
Uralcewskoje (ros. Уральцевское) – wieś (sieło) w Rosji, w obwodzie kurgańskim, w rejonie dałmatowskim. W 2010 liczyła 400 mieszkańców.